# Кабінет курйозів Ґільєрмо дель Торо
«Кабінет курйозів Ґільєрмо дель Торо» або «Шафка цікавинок Ґільєрмо дель Торо» (англ. Guillermo del Toro's Cabinet of Curiosities) — американський телесеріал-антологія жахів, створений Ґільєрмо дель Торо для Netflix на основі його однойменного оповідання. Серіал містить вісім унікальних горор-історій, які кидають виклик класичному жанру жахів. Два епізоди є оригінальними роботами самого дель Торо, тоді як інші написані та зрежисовані різними режисерами. Прем'єра відбулась 25 жовтня 2022 року на платформі Netflix.

## Синопсис
«Кабінет курйозів Ґільєрмо дель Торо» — це «збірка особисто підібраних історій оскароносного режисера, описаних як водночас софістичні та жахливі». Дель Торо підтвердив, що представить кожен епізод.

## Епізоди
| № | # | Назва                                              | Режисер          | Сценарист                          | Перший ефір у США |
| --- | - | -------------------------------------------------- | ---------------- | ---------------------------------- | ----------------- |
| 1 | 1 | «Лот № 36» «Lot 36»                                | Ґільєрмо Наварро | Реджина Коррадо Ґільєрмо дель Торо | 25 жовтня 2022    |
| Чоловік намагається сплатити свій борг, продаючи різні загадкові речі з комори, але незабаром опиняється в смертельно небезпечній безвихідній ситуації. Каст: Тім Блейк Нельсон, Себастьян Роше, Деметріус Гросс, Ельпідія Каррільйо                           |   |                                                    |                  |                                    |                   |
| 2 | 2 | «Цвинтарні щури» «Graveyard Rats»                  | Вінченцо Наталі  | Вінченцо Наталі Генрі Каттнер      | 25 жовтня 2022    |
| Грабіжник могил придивляється до нового місця поховання заможного чоловіка. Але щоб дістатися нього, йому доведеться здолати лабіринт тунелів та армію гризунів. Каст: Девід Г'юлетт                                                                           |   |                                                    |                  |                                    |                   |
| 3 | 3 | «Розтин» «The Autopsy»                             | Девід Прайор     | Девід С. Ґоєр Майкл Ші             | 26 жовтня 2022    |
| Досвідчений шериф знаходить тіло в лісі й викликає старого друга, судмедексперта, щоб той допоміг йому реконструювати трагічну подію. Каст: Люк Робертс, Фарід Мюррей Абрагам, Ґлінн Термен                                                                    |   |                                                    |                  |                                    |                   |
| 4 | 4 | «Зовнішність» «The Outside»                        | Ана Лілі Амірпур | Гейлі З. Бостон Емілі Керролл      | 26 жовтня 2022    |
| Сором’язлива Стейсі прагне стати «своєю» на роботі. Для цього вона починає користуватися популярним лосьйоном, який спричиняє тривожну реакцію та моторошне перетворення. Каст: Кейт Мікуччі, Мартін Старр, Ден Стівенс                                        |   |                                                    |                  |                                    |                   |
| 5 | 5 | «Модель Пікмана» «Pickman's Model»                 | Кіт Томас        | Лі Паттерсон Говард Лавкрафт       | 27 жовтня 2022    |
| Студент університету мистецтв Вілл зустрічає інтроверта Річарда, чиї витвори жахають і починають справляти тривожний вплив на світогляд Вілла. Каст: Кріспін Ґловер, Бен Барнс, Oriana Leman                                                                   |   |                                                    |                  |                                    |                   |
| 6 | 6 | «Сни в будинку відьми» «Dreams in the Witch House» | Кетрін Гардвік   | Міка Воткінс Говард Лавкрафт       | 27 жовтня 2022    |
| Через багато років після смерті своєї сестри-близнючки дослідник за допомогою незвичайного препарату вирушає в похмурий і загадковий світ, щоб повернути її. Каст: Руперт Ґрінт, Ісмаель Крус Кордова, Ді-Джей Кволлс, Ніа Вардалос, Теніка Девіс, Габі Морено |   |                                                    |                  |                                    |                   |
| 7 | 7 | «Огляд» «The Viewing»                              | Панос Косматос   | Панос Косматос Аарон Стюарт-Ан     | 28 жовтня 2022    |
| Заможний відлюдник влаштовує незабутню подію для чотирьох відомих гостей у своєму маєтку. Але незабаром зацікавленість перетворюється на страх. Каст: Пітер Веллер, Ерік Андре, Софія Бутелла, Шарлін Ї, Стів Ейджі, Майкл Терріо, Saad Siddiqui               |   |                                                    |                  |                                    |                   |
| 8 | 8 | «Бурмотіння» «The Murmuring»                       | Дженніфер Кент   | Дженніфер Кент Ґільєрмо дель Торо  | 28 жовтня 2022    |
| Переживши жахливу втрату, орнітологи Ненсі й Едґар вирушають до віддаленої хатинки, щоб вивчати там птахів. І незабаром дізнаються трагічну й моторошну історію цього будинку. Каст: Ессі Девіс, Ендрю Лінкольн, Hannah Galway                                 |   |                                                    |                  |                                    |                   |

## Виробництво

### Розробка
14 травня 2018 року було оголошено, що компанія Netflix замовила серіал. Виконавчими продюсерами стали Ґільєрмо дель Торо, Дж. Майлз Дейл і Гері Ангар. Дель Торо також виступив сценаристом кількох епізодів і самостійно обирав інших сценаристів і режисерів для створення інших епізодів.
У вересні 2021 року The Hollywood Reporter оголосив, що режисерка фільму «Бабадук» Дженніфер Кент напише сценарій і зрежисерує один з епізодів, головну роль у якому зіграє Ессі Девіс. Сезон складатиметься з семи інших епізодів, режисерами яких будуть Ана Лілі Амірпур, Панос Косматос, Кетрін Гардвік, Ґільєрмо Наварро, Девід Прайор, Вінченцо Наталі та Кіт Томас, а сценаристами виступатимуть Реджина Коррадо, Лі Паттерсон, Гейлі З. Бостон, Міка Воткінс і Аарон Стюарт-Ан. Згідно з The Hollywood Reporter, серіал був описаний як «у виробництві».

### Знімання
Повідомляється, що основні зйомки серіалу розпочалися 28 червня 2021 року в Торонто й завершилися 16 лютого 2022 року.

## Оцінки та відгуки
Вебсайт агрегатора оглядів Rotten Tomatoes повідомив про 91 % рейтинг схвалення із середнім рейтингом 7,8/10 на основі 32 відгуків критиків. Консенсус критиків веб-сайту говорить: «Маестро горору Ґільєрмо дель Торо дав своє відоме ім'я колекції моторошних історій, зрежисованих ветеранами жанру та багатообіцяючими новачками — кожна цікава дрібничка доповнює скарбницю готичного оповідання». Metacritic подав зважену середню оцінку 74 зі 100 на основі 19 критиків, вказуючи на «загалом схвальні відгуки».